# Charles Dotter
Charles Theodore Dotter (ur. 14 czerwca 1920, zm. 15 lutego 1985) – był pionierem radiologii naczyniowej w USA, któremu przypisuje się rozwój radiologii interwencyjnej (zabiegowej).
Dotter wynalazł angioplastykę i stent wprowadzany przez cewnik, które po raz pierwszy zastosowano w leczeniu chorób tętnic obwodowych. W 1950 roku opracował automatyczny urządzenie tzw. X-Ray Roll-Film, zdolny do wytwarzania obrazów z szybkością 2 na sekundę. Dzięki temu wynalazkowi możliwe było uwidocznienie zmian w naczyniach podczas podawania kontrastu.
W 1964 Dotter i jego praktykant doktor Melvin P. Judkins opisali technikę przezskórnej plastyki zwężonych obwodowych naczyń krwionośnych. 16 stycznia 1964 Dotter rozszerzył ciasne, zlokalizowane zwężenie tętnicy udowej u 82-letniej chorej z bolesnym niedokrwieniem kończyny dolnej ze zgorzelą, która nie wyraziła zgody na amputację. Po udanym poszerzeniu krążenie powróciło do kończyny. Poszerzona tętnica pozostała drożna do śmierci pacjentki dwa i pół roku później z powodu zapalenia płuc. Dotter opracował także technikę biopsji wątroby przez żyłę szyjną, początkowo na modelach zwierzęcych, a później od 1973 u ludzi.
Charles Dotter jest powszechnie znany jako „Ojciec radiologii interwencyjnej”. Pełnił funkcję przewodniczącego Wydziału Diagnostycznej Radiologii Wydziału Medycyny na Oregon Health Sciences University przez 33 lata, od 1952 do śmierci w 1985 roku. Obecnie Uniwersytet szczyci się Instytutem Zabiegów Interwencyjnych im. Dottera na jego cześć.